# Lithographa graphidioides
Lithographa graphidioides är en lavart som först beskrevs av Cromb., och fick sitt nu gällande namn av Imshaug ex Coppins & Fryday. Lithographa graphidioides ingår i släktet Lithographa och familjen Trapeliaceae.   Inga underarter finns listade i Catalogue of Life.